# Râul Silvaș, Rica
Râul Silvaș este un afluent al râului Nadăș. 

## Hărți
- Harta județului Covasna
- Harta Munții Bodoc-Baraolt  Arhivat în 29 ianuarie 2014, la Wayback Machine.